# غيسلان غيمبيرت
غيسلان غيمبيرت (7 أغسطس 1985 في فرنسا - ) (بالفرنسية: Ghislain Gimbert)‏ هو لاعب كرة قدم فرنسي في مركز الهجوم. لعب مع زولته فاريجيم وستاد لافال ونادي تروا ونادي تور ونادي غرونوبل ونادي فان ونادي لوهافر ونادي ليبورن.

## روابط خارجية
- غيسلان غيمبيرت على موقع اتحاد تركيا (لاعب) (الإنجليزية)
- غيسلان غيمبيرت على موقع رابطة كرة القدم الفرنسية للمحترفين (الإنجليزية)
- غيسلان غيمبيرت على موقع قاعدة بيانات كرة القدم.إي يو (الإنجليزية)
- غيسلان غيمبيرت على موقع ليكيب (الفرنسية)
- غيسلان غيمبيرت على موقع Soccerway.com (الإنجليزية)
- غيسلان غيمبيرت على موقع عالم كرة القدم.نت (الإنجليزية)
- غيسلان غيمبيرت على موقع GSA (الإنجليزية)